# Водена капија у Нишкој тврђави
Водена капија у Нишкој тврђави или Јагодинмалска капија била је један је од четири улаза (излаза), који данас није у функцији јер је значајно оштећен и једним делом зазидан, на утврђеном земљаном бедему који су Османлија (током реконструкције и доградње старе Античке тврђаве) изградиле у периоду од 1719—1723. године. Име је добила по правцу пута који је водио на исток, ка Стамболу (данас Истанбулу граду у Турској).

## Статус и категорија заштите
Због свог историјског и археолошког значаја Водена капија у Нишкој тврђави проглашена је, 23. децембра 1982. године, за „Културно добро од великог значаја“ и под бројем СК 289 уведено је у централни регистар споменика културе у Републици Србији. Као основ за упис у регистар послужило је решење Завода за заштитуту и научно проучавање споменика културе НРС бр.671/48 од 6. маја 1948. године.
Надлежни завод који води месни регистар и бригу о овом културном добру од великог значаја је: Завод за заштиту споменика културе Ниш.

## Историја
Тврђава Хисар у Нишу, грађена је као утврђени земљани бедем, на коме се налазило седам бастиона — табија, удаљених међусобно по 200 метара. На јужној страни Тврђаве налазио се ров широк осам до десет стопа и испуњен водом из реке Нишаве.
У тврђаву се могло ући и из ње изађин кроз четири велике капије, од којих је ка западу водио пут ка Београду, северу пут ка Видину, југу пут ка Стамболу и Солуну и југоистоку, пут ка градском насељу изван зидина тврђаве — Јагодин мали.
Данашње утврђење артиљеријског типа подигле су Османлије у периоду од 1719. до 1723. године на простору античког и раног средњовековног утврђења, када је Султановом повељом од 19. фебруара 1719. одлучено „да се у Нишу изгради јака тврђава”. У пролеће 1719. године отпочели су радови по пројекту главног архитекте Мехмед аге и његовог брата Мустафа аге, главног организатора радова. Прве године градње, 1719. године, ангажовао је више десетина хиљада спахија из десет санџака Румелијског беглербеглука, а 1722. године из 14 санџака. Последње године градње бедема, 1723, доведено је 40. мајстора каменорезаца из Цариграда, а бедем је зидало 400 зидара. Завршетак радова обележен је свечаностима и постављањем плоче са записом на Стамбол капији, јуна 1723. године.
Као и свако артиљеријско утврђење, данашња Нишка тврђава има полигоналну основу, са седам неједнаких страна и четири велике капије (Стамбол врата, Београдска врата,  Водена или јагодинмалска врата и Видинска врата), једном малом капијом (потерна врата, „вратанца“ којима се излази у градске ровове) и осам бастионих тераса.
Са бедемима дужине 2.100 m који су широки 3 m, а високи 8 m тврђава захвата површину од 22 ha, 80 ари и 52 m².
Коначни, данашњи изглед, Нишка тврђава добила је 1737. године када су Османлије у њој накнадно доградиле још неколико објеката.

## Положај, пространство и изглед објекта
Водена или Јагодинмалска капија у Нишкој тврђави, налазе се на југоситочном делу бедема Нишке тврђаве, и наставак је улице која се из правца тврђаве, преко дрвеног моста изнад канала испуњеног водом, настављала, путем према нишком насељу Јгодин-мала, која и данс носи тај назив. Са спољне стране капија је била је окружена ровом испуњеним водом реке Нишаве, тако да се до њеног улаза могло доћи само преко моста.
Водена капија једна је од две недовољно сачуване капије (од укупно четири исте намене) која је ван функције, и није адекватно презентована и препуштена је зубу времена.